# Prepiella peruana
Prepiella peruana är en fjärilsart som beskrevs av Max Wilhelm Karl Draudt 1918. Prepiella peruana ingår i släktet Prepiella och familjen björnspinnare. Inga underarter finns listade i Catalogue of Life.